# Cymodoce tuberculata
Cymodoce tuberculata là một loài chân đều trong họ Sphaeromatidae. Loài này được Costa năm Hope miêu tả khoa học năm 1851.